# Diakonie Himmelsthür
Die Diakonie Himmelsthür ist ein Unternehmen der Diakonie unter dem Dach des Diakonischen Werkes evangelischer Kirchen in Niedersachsen. Sie versteht sich als „Dienstleister für Menschen mit Assistenzbedarf“. So arbeitet sie daran mit, dass alle Menschen in der Gesellschaft ohne Barrieren miteinander leben können (Inklusion) und versteht sich dabei als Brückenbauerin.
Das Unternehmen bietet an rund 30 Orten in Niedersachsen Wohn- und Arbeits- oder Beschäftigungsangebote an. Der Verwaltungssitz der Diakonie Himmelsthür befindet sich in Hildesheim.

## Geschichte
Pastor Bernhard Isermeyer gründete am 3. November 1884 in Achtum bei Hildesheim das Frauenheim vor Hildesheim. Es war ursprünglich ein Wiedereingliederungsheim für strafentlassene, alkoholabhängige, obdachlose oder in die Prostitution geratene Frauen. Im Jahr 1888 zog die Einrichtung um nach Hildesheim-Himmelsthür, wo sie weiter expandierte. Sie nahm im Lauf der Zeit immer wieder neue Personengruppen auf und übernahm dafür Häuser in ganz Niedersachsen in die eigene Trägerschaft. Anschließend konzentrierte sie sich dann für Jahrzehnte auf die Jugendhilfe. 1974 wurde der Umzug des Hauptsitzes von Himmelsthür auf das weitläufigere Gelände im benachbarten Hildesheim-Sorsum und der Neubau vieler Gebäude dort beschlossen. In diese Zeit fällt auch die endgültige, erneute Umorientierung von der Jugend- auf die Behindertenhilfe, die bis heute den Schwerpunkt der Angebote bildet.

## Heutiges Angebot
Die Diakonie Himmelsthür hält Angebote für Kinder, Jugendliche und Erwachsene mit Assistenzbedarf vor (vorwiegend Personen mit einer geistigen oder mehrfachen Behinderung). Sie bietet diesem Personenkreis Wohn-, Lebens- und Arbeitsangebote an im stationären, teilstationären oder ambulanten Bereich. Dazu gehören auch Tagesförderstätten und eine Werkstatt. Diese vermittelt u. a. Beschäftigte in den so genannten ersten Arbeitsmarkt und begleitet Arbeitgebende und Arbeitnehmende dabei.
Das Angebot des Unternehmens wird seit 2009 stärker dezentralisiert (Konversion) und noch intensiver als vorher auf die Bedarfe der betroffenen Menschen abgestimmt. Insgesamt verfügt die Diakonie Himmelsthür über etwa 2.000 Wohnangebote und fast ebenso viele Arbeits- und Beschäftigungsangebote und ist der größte Träger von Leistungen der Eingliederungshilfe in Niedersachsen.

## Orte
Zurzeit gibt es an folgenden Orten Angebote der Diakonie Himmelsthür: Bad Pyrmont, Bad Salzdetfurth, Barsinghausen, Betheln, Delmenhorst, Drakenburg, Emmerke, Goldenstedt, Groß Himstedt, Hameln, Hannover, Harpstedt, Hildesheim, Holle, Hude, Kirchweyhe, Lüdersen, Marienhagen, Nienburg, Nordstemmen, Oelber, Osterwald, Salzgitter, Salzhemmendorf, Sandkrug, Sorsum, Triangel, Uelzen, Wietze, Wildeshausen.

## Unternehmensstruktur
1. Mitgliederversammlung und Aufsichtsrat
Oberstes Organ des Diakonie Himmelsthür e. V. ist die Mitgliederversammlung. Die Diakonie Himmelsthür wird außerdem von einem Aufsichtsrat begleitet. 
2. Vorstand
Geleitet wird die Diakonie Himmelsthür durch einen Vorstand. Er besteht aus einem / einer Vorstandsvorsitzenden und einem weiteren Vorstandsmitglied.
3. Mutterunternehmen
Im Mutterunternehmen sind die meisten Wohn-, Arbeits- und Beschäftigungsangebote der Diakonie Himmelsthür angesiedelt, außerdem verschiedene Verwaltungsaufgaben und bestimmte Fachdienste (kirchlicher und psychologischer Dienst).
4. Tochtergesellschaften
Zum Unternehmensverbund der Diakonie Himmelsthür gehören sieben Tochtergesellschaften, die zum Teil das Angebot für Menschen mit Assistenzbedarf erweitern. Andere Tochtergesellschaften bieten eigenständige Dienstleistungen auf dem freien Markt an:
- Catering Himmelsthür GmbH
- Diakonische Altenhilfe Himmelsthür / Bethel im Norden gGmbH
- Diakonische Wohnheime Himmelsthür gGmbH
- Gemeinschaftswäscherei Himmelsthür gGmbH
- Herberge zur Heimat Himmelsthür gGmbH
- Immobilien und Service Himmelsthür gGmbH
- proTeam Himmelsthür gGmbH